# ملحملو عليا
ملحملو عليا (بالفارسية: ملحملو علیا) هي قرية تقع في أذربيجان الغربية في إيران. يقدر عدد سكانها بـ 270 نسمة .